# 林田移民村

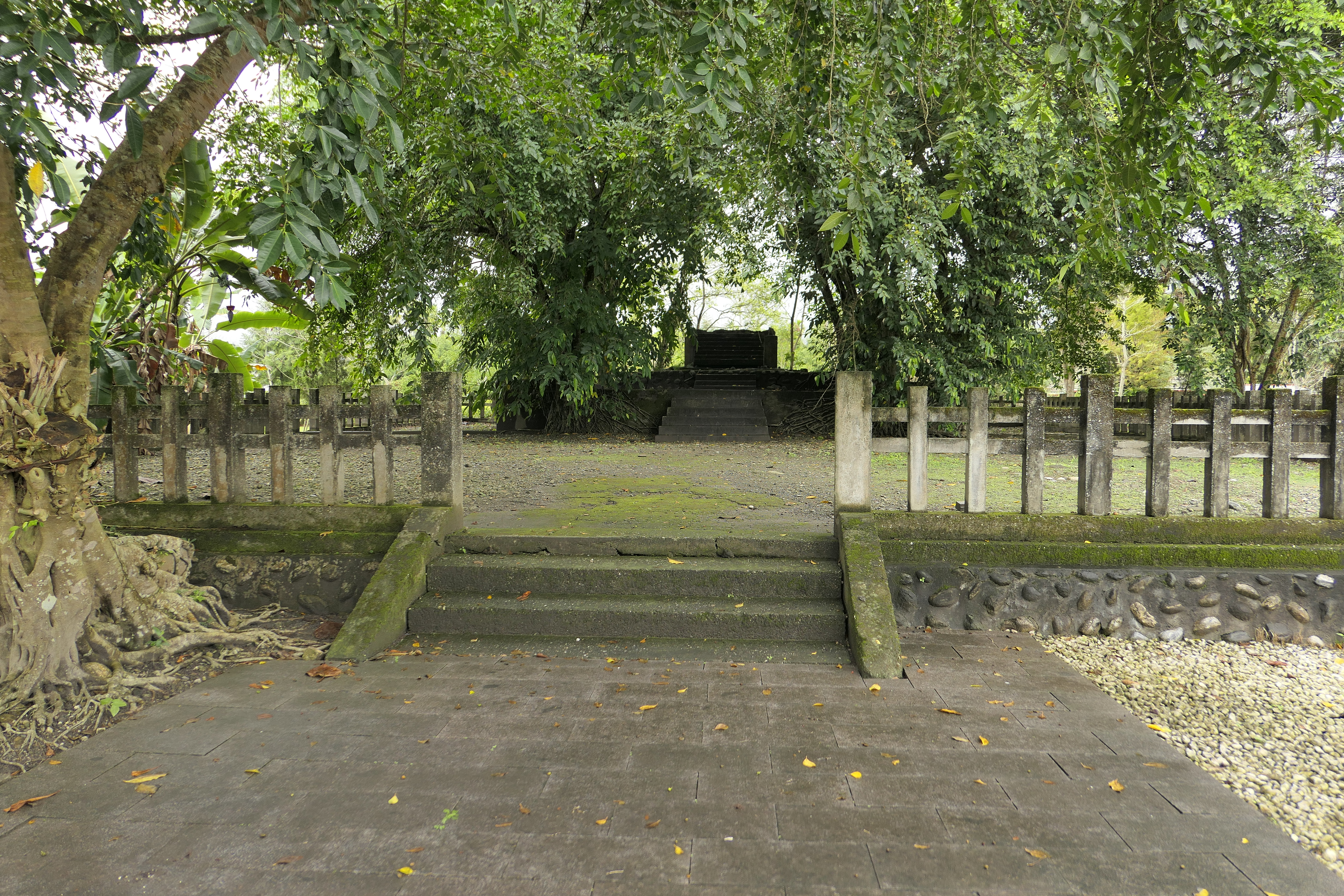
林田神社殘蹟

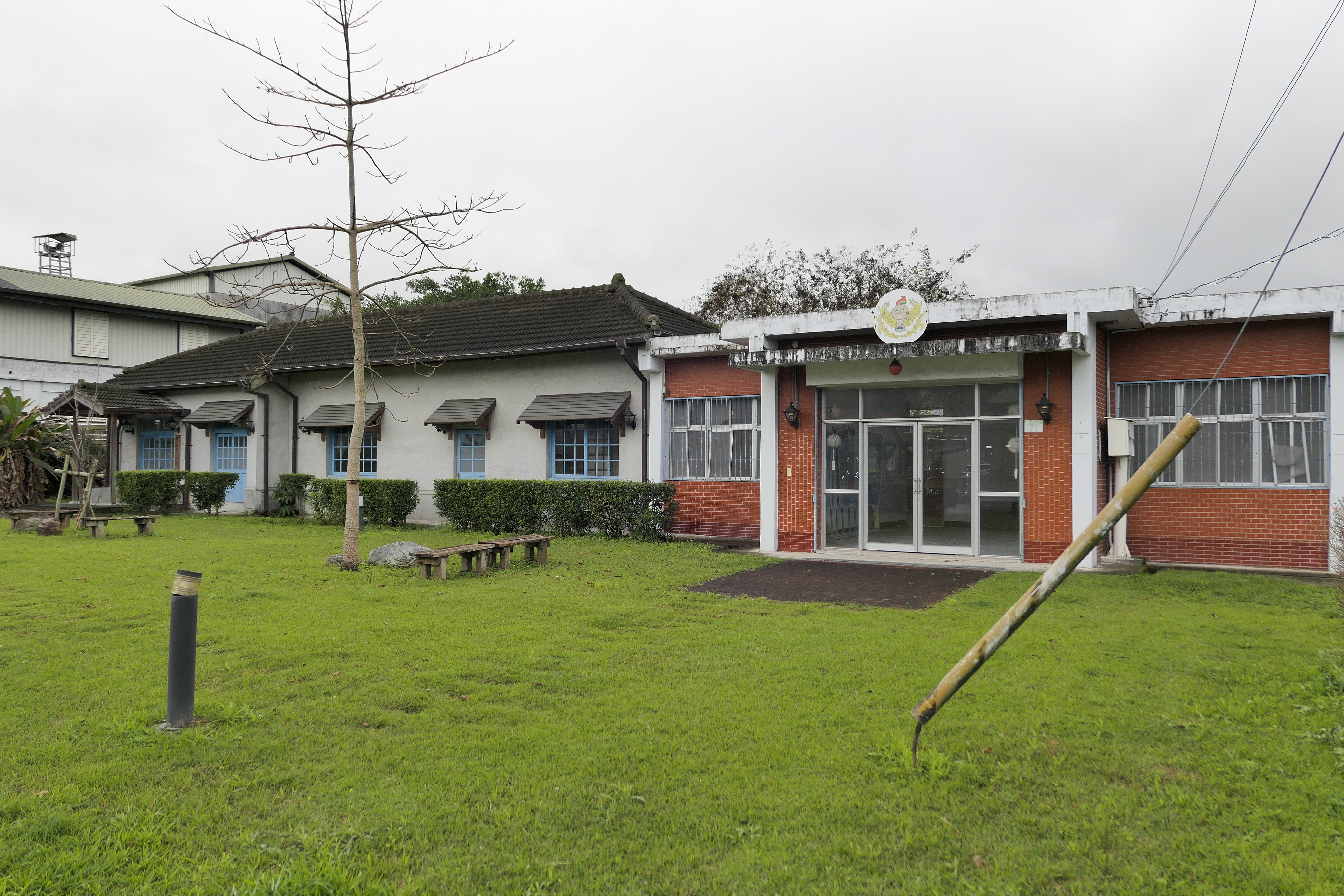
林田警察官吏派出所及舊林田派出所。圖中左邊建物即是日治時期的林田警察官吏派出所。

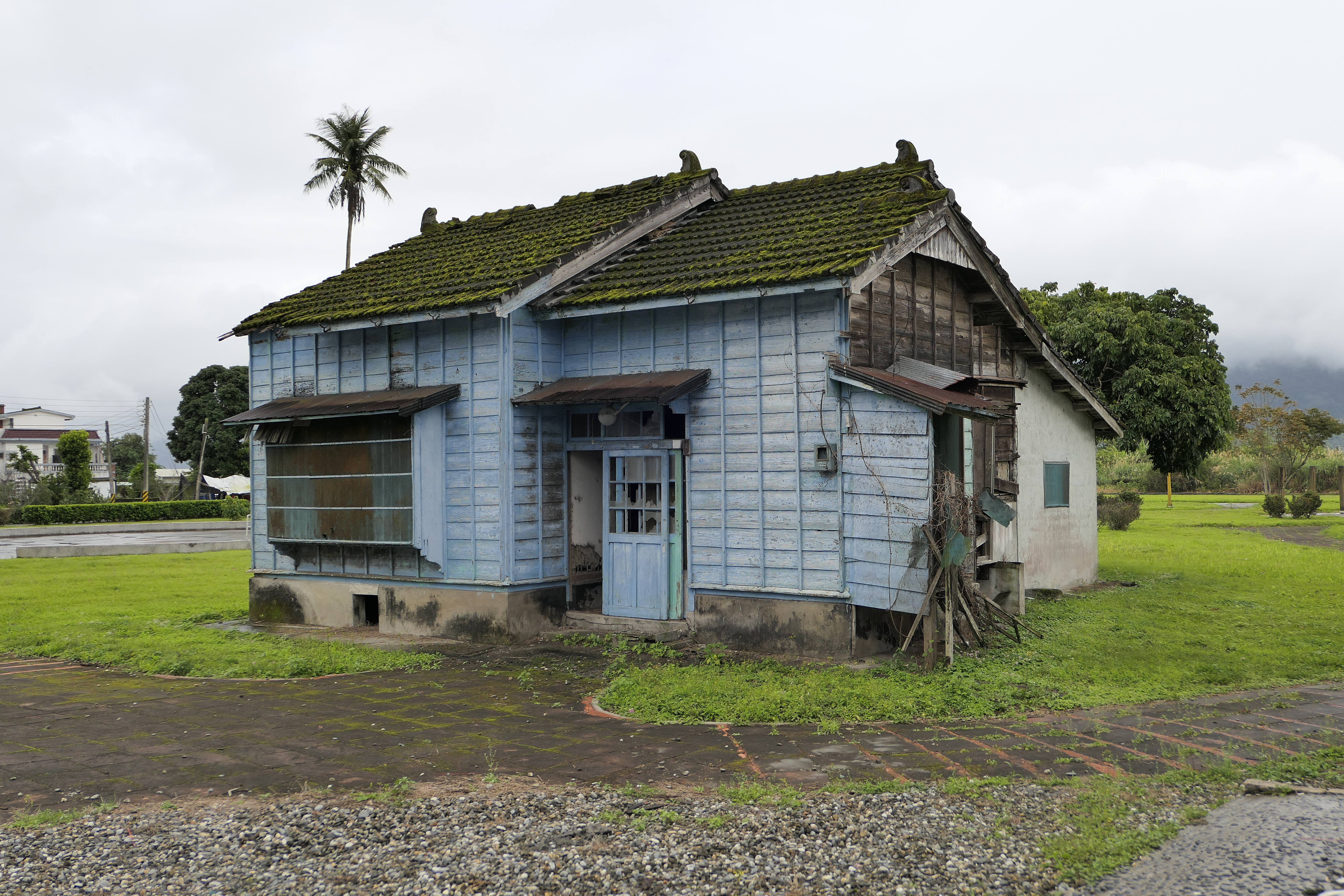
鳳林鎮大榮國小教師宿舍。原「林田尋常高等小學」的教師宿舍。

林田村是台灣日治時期官營的日本移民村，位於台灣花蓮港廳鳳林郡鳳林街（現 花蓮縣鳳林鎮），移民多來自九州福岡縣和熊本縣。

## 沿革
林田村成立於大正3年（1914年），原為鹽水港製糖株式會社預約許可地，歸還台灣總督府之後充當官營移民村建設地。大正6年（1917年）共有移民177戶、767人。林田村北界為清水溪與知亞干溪，南界為花蓮港溪河床頂點，呈東西寬2公里南北6公里之三角形，地力略遜於吉野與豐田村。開墾之初，芒草高聳野獸橫行，對農作物影響極大。大正3年(1914年)林田村始建之初及受颱風襲擊，大正4年七月旱災加上赤痢流行，大正5年又逢旱災，大正6年颱風侵襲，使得林田村一開始就幾乎每年都處於災後重建的樣態。在大正5年間，林田村移入戶數雖有15戶，可是取消移民戶數卻高達19戶。

## 聚落
分為南岡（大榮一村）、中野（大榮二村）、北林（北林）三個部落。「南岡」、「中野」、「北林」因位在移民村之南、中、北而得名，中野附近有台灣村（台灣人聚落）。該移民村成立之後，陸續建立林田神社、林田尋常高等小學校（現 大榮國小）等公共設施；西北方有台鐵花東線林田驛（現南平車站）、西南方有鳳林驛（現鳳林車站）。
1945年日治時期結束後，移民村結束，日籍移民全數返鄉。林田村所留農地，多於公地放領後成為耕地。

## 水路
灌溉水路包括林田圳和清水圳。清水圳完成於大正7年(1918年)，灌溉面積約200甲，而林田圳約400甲。

## 外部連結
- 中村佐太郎《花蓮 -開拓移民村について》